# Arthur St. Clair Colyar
Arthur St. Clair Colyar (* 23. Juni 1818 in Jonesborough, Tennessee; † 13. Dezember 1907 in Nashville, Tennessee) war ein US-amerikanischer Jurist, Zeitungsherausgeber, Geschäftsmann und Politiker.

## Werdegang
Arthur St. Clair Colyar, eines von 13 Kindern von Catherine Sevier Sherrill (* 1795) und Alexander Colyar (1790–1856), wurde ungefähr drei Jahre nach dem Ende des Britisch-Amerikanischen Krieges im Washington County geboren. Er besucht dort die Gemeinschaftsschulen. 1828 zog die Familie nach Franklin County und ließ sich bei Pond Springs (heute Hillsboro im Coffee County) nieder. Etwa zwei Jahre später zog die Familie zu dem Old Stone Fort bei Mitchellville (heute Manchester im Coffee County). 1837 erwarb Alexander Colyar 187 Acres Land am Gewässer des Robinson Creek bei Old Salem im Südwesten vom Franklin County. Die Folgejahre waren von der Wirtschaftskrise von 1837 überschattet. Arthur war zu Beginn als Lehrer tätig. Später studierte er Jura in Winchester bei Colonel Micah Taul (1785–1850). Seine Zulassung als Anwalt erhielt er im Jahr 1846. Im selben Jahr brach der Mexikanisch-Amerikanische Krieg aus, welcher die Folgejahre überschattete. Colyar begann in der Kanzlei von William Pitt Hickerson senior (1816–1882) in Manchester zu praktizieren. Er eröffnete später eine eigne Anwaltspraxis in Winchester.
Colyar unterstützte die Whigs in einer traditionell demokratischen Hochburg. Obwohl er um 1860 etwa 30 Sklaven besaß, gehörte er zu jener Zeit der Constitutional Union Party an. Colyar war bis zum Anschluss von Tennessee an die Konföderierten Staaten im Jahr 1861 ein Gegner der Sezession. Während seiner folgenden Kandidatur für einen Sitz im ersten Konföderiertenkongress erkrankte er im Oktober 1861 an einer Lungenentzündung. Er erholte sich bis 1863 davon. Während dieser Zeit praktizierte er in Winchester als Anwalt. Einer Anekdote zufolge verteidigte er während dieser Zeit auf die Gefahr seines eigenen Lebens einen zu Unrecht eingesperrten Unionisten vor den Konföderierten. Er verließ Winchester, kurz nachdem sich dort die konföderierte General Assembly traf und ergebnislos auseinanderging, was nach dem Tullahoma-Feldzug im Juni 1863 durch General William Starke Rosecrans (1819–1898) erfolgte. Im November 1863 wurde Colyar in den zweiten Konföderiertenkongress gewählt. Er nahm dort im Mai 1864 seinen Sitz ein und bekleidete diesen bis zum 18. März 1865. Obwohl er die Direktbesteuerung, die landwirtschaftliche Naturalsteuer und Steuern auf Unternehmensgewinne unterstützte, war er gegen Wirtschaftskontrollen, eine Haltung, welche er nach dem Ende des Bürgerkrieges verwarf. Colyar war gegen die Aussetzung des Habeas Corpus. Er befürwortete die Eröffnung von Friedensgesprächen und weigerte sich, den Antrag zu unterstützen, den Senator Henry S. Foote (1804–1880) für die Durchführung von Friedensverhandlungen im Frühjahr 1865 seines Amtes zu entheben.
Nach dem Ende des Bürgerkrieges wurde er im September 1865 durch den US-Präsidenten Andrew Johnson (1808–1875) begnadigt. Colyar zog in das Davidson County und ließ sich dort in Nashville nieder. Er nahm seine Tätigkeit als Anwalt wieder auf. Daneben war er weiterhin politisch aktiv. In der Folgezeit kandidierte er drei Mal erfolglos für das Amt des Gouverneurs von Tennessee. 1870 erlitt er eine Niederlage bei der Gouverneursnominierung für die Konservativen und Demokraten. Er schloss sich dann 1871 der Reunion and Reform Association an, welche er dann aber 1872 wieder verließ, um als Unabhängiger zu kandidieren. Allerdings zog er später seine Kandidatur zu Gunsten von John C. Brown (1827–1889) wieder zurück. Colyar gehörte 1876 zu den Mitbegründern der Greenback Party. Er nahm als Delegierter an deren Nationalversammlung teil und erlitt dann bei seiner Kandidatur für die General Assembly eine Niederlage. Als Unabhängiger wurde er für das Davidson County in die erste und zusätzlichen Sessions der Legislative von 1877 gewählt. Er erlitt dann 1878 bei seiner demokratischen Gouverneursnominierung eine Niederlage.
Seine politischen Aktivitäten waren stets mit seinen vielfältigen Geschäftsinteressen in der Industrie, dem Bergbau und der Wirtschaft verbunden. Colyar war seit 1858 in der Kohlebergbau- und der Eisenschmelzindustrie tätig. Er erwarb zu jener Zeit die Old Sewanee Mining Company in Sewanee, welche nach dem Krieg zu Tennessee Coal and Iron Company wurde und später zu Tennessee Coal, Iron and Railway Company, eines der größten Unternehmen in der Region. 1881 verkaufte er eine Beteiligung, sein Anteil im Unternehmen blieb aber erheblich. Er tat sich dann 1882 mit Joseph Buckner Killebrew (1831–1906) und anderen zusammen, um die Rockdale Company und die Rock City Real Estate Company zu gründen mit dem Zweck die Mineralrechte im Maury County zu erwerben und zu erschließen. Außerdem hielt Colyar Beteiligungen an der Rising Fawn Furnace, der Chattanooga Furnace, und den Soddy-Kohleminen. 1881 erwarb er die Mehrheitsbeteiligung an The Nashville American, eine Zeitung, welche er bis 1884 herausgab und veröffentlichte.
Als New South Anhänger trieb Colyar die industrielle Entwicklung voran durch die Förderung der nördlichen Hauptstadt, die landwirtschaftliche Diversifikation und die Einwanderung von Ausländern. Als Vizepräsident der Tennessee Coal, Iron and Railway Company unterstützte er eifrig das staatliche Programm des Convict Leasings, welches Sträflinge lieferte, um die freien Bergarbeiter zu ersetzen. 1885 legte der Nashville Banner Colyars Beteiligung in das Convict Lease System offen. Als Folge davon kam es zu einer Untersuchung durch die Legislative und einer Verleumdungsklage. Colyar vereitelte erfolgreich eine frühe Strafreform und entzog sich der Zensur.
Seine Interessen variierten. Colyar war ein Förderer von dem, was später das Mary Sharp College in Winchester wurde, und half den episkopalen Bischöfen bei der Gründung der University of the South in Sewanee. Ferner war er Mitglied der Tennessee Historical Society. Colyar verstarb 1907 in Nashville und wurde dann dort auf dem Mt. Olivet Cemetery beigesetzt.

## Werke
- 1891: The Civil and Political History of the State of Tennessee from Its Earliest Settlement Up to the Year 1796: Including the Boundaries of the State[10]
- 1904: Life and Times of Andrew Jackson; Soldier--Statesman--President[11]

## Familie
Am 9. Dezember 1847 heiratete er Agnes Erskine Estill (1826–1885), Tochter von Eleanor Crabb und Wallace Estill aus Winchester. Das Paar bekam elf gemeinsame Kinder. Zwei Jahre nach dem Tod seiner ersten Ehefrau heiratete er Mary McGuire aus Louisville (Kentucky).